# Вільне (Білгород-Дністровський район)
Ві́льне — село Сергіївської селищної громади Білгород-Дністровського району Одеської області в Україні. Населення становить 419 осіб.

## Археологія
Поселення епохи пізньої бронзи і черняхівської культури, площа 150 на 80 метрів (на південній околиці села на правому березі балки, що впадає в Будацький лиман). Сарматський могильник Катаржа з 8 курганів (розкопаний біля села).

## Історія
1817 р. у поселенні Велика Катаржі, що виникло на місці татарського урочища, проживало 48 осіб (32 особи українці й 16 особи іншого походження).
Наприкінці ХІХ — поч.ХХ століть в поселенні Катарга проживало 360 осіб українців.
Село засновано 1905 року. Первинну назву мало — Каторга.

### Трагедія
8 травня 2018 року у селі Вільне, напередодні 73-річниці Перемоги над нацизмом у Другій світовій війні, трапилося страшне вбивство останньоного в селі 93-річного ветерана Другої світової війни. Ветерана війни позбавив життя 33-річний нелюд заради двох піджаків з нагородами. Ветеран пройшов війну, пройшов через справжнє пекло і був вбитий за кілька сотень гривень, які нелюдь планував виручити за вкрадене.

## Населення
Згідно з переписом 1989 року населення села становило 401 особа, з яких 182 чоловіки та 219 жінок.
За переписом населення 2001 року в селі мешкало 415 осіб.

### Мова
Розподіл населення за рідною мовою за даними перепису 2001 року:
| Мова       | Відсоток |
| ---------- | -------- |
| українська | 87,83 %  |
| російська  | 5,25 %   |
| молдовська | 3,58 %   |
| циганська  | 1,67 %   |
| болгарська | 1,19 %   |
| білоруська | 0,24 %   |
| гагаузька  | 0,24 %   |